# Luoyang

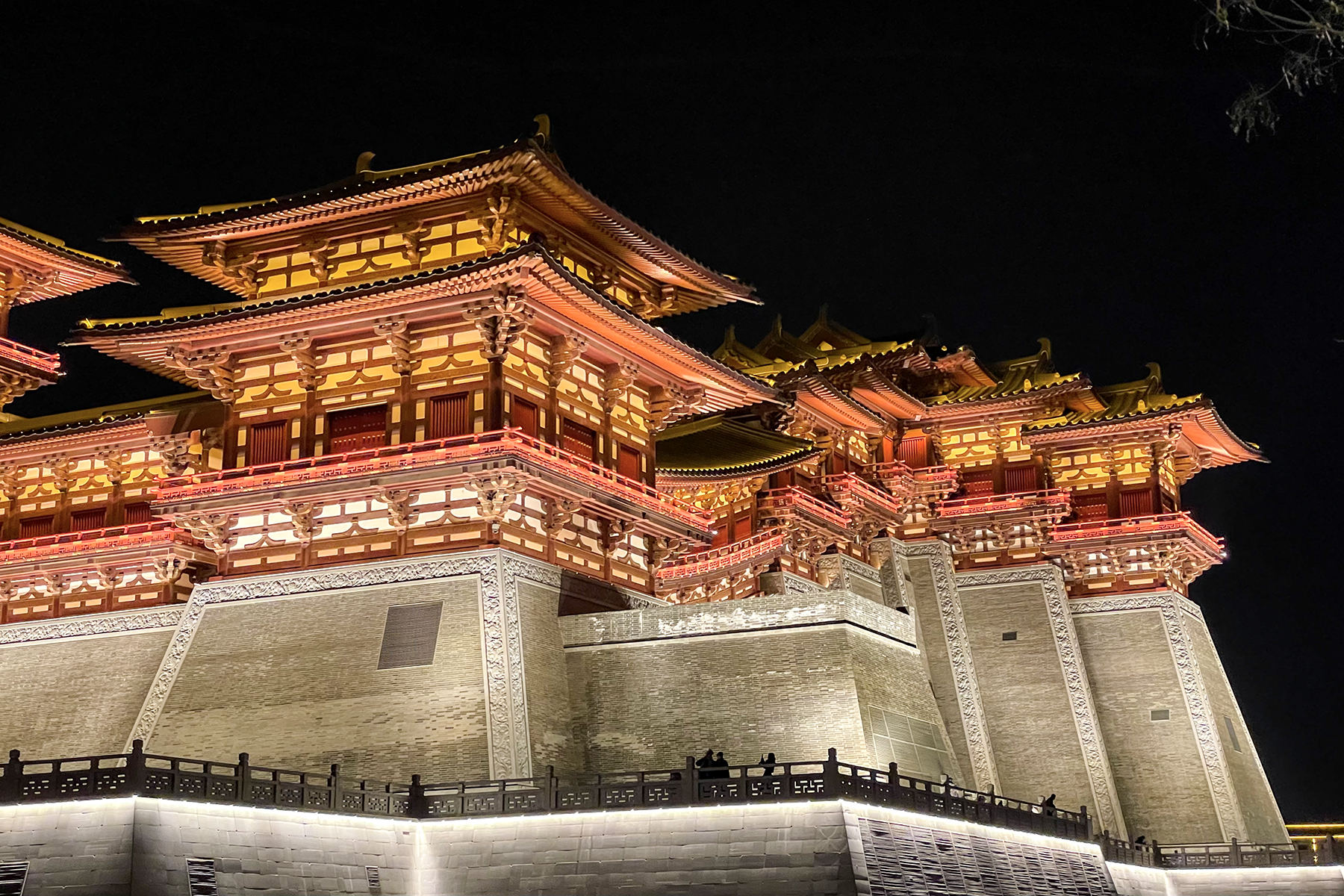
Ying tian men

Luoyang (洛陽T, 洛阳S, LuòyángP, Wade-Giles :Loyang, Rōmaji: Rakuyo) è una città della provincia del Henan in Cina. Ha più di sei milioni di abitanti (2010) e occupa un'area di 15.492 km².

## Storia

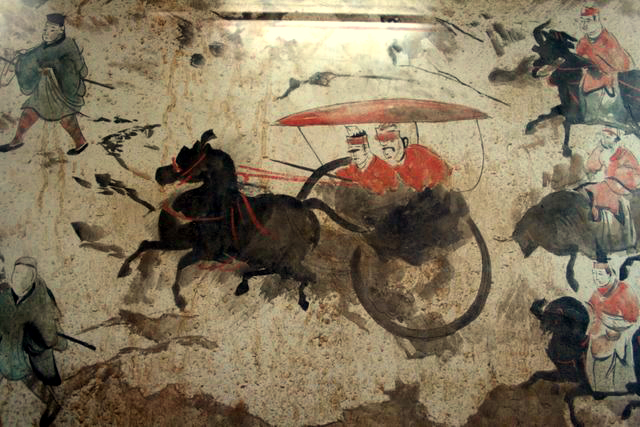
Affreschi nelle Tombe degli Han orientali

Localizzata nella pianura centrale cinese, attraversata dal fiume Luo, Luoyang è una delle sette antiche capitali cinesi. La città originale fu costruita nel XI secolo a.C.: e prese il nome di Chengzhou, anche se già nel V millennio a.C. è stata un centro di comunità protoagricole, e verso il III millennio a.C. la piana subì un forte popolamento. Un grande sito dell'Età del Bronzo è stato scoperto a Erlitou, nello Yanshi.
Fu la capitale della dinastia Zhou a partire dal 770 a.C. La città fu distrutta durante una guerra civile nel 510 a.C. e ricostruita l'anno seguente per volere del re. Nella zona occidentale della città attuale, sempre ai tempi della dinastia Zhou, fu fondata Wangcheng, località nella quale il re Ping installò la sede del suo regno. In questo sito sono state rinvenute una cinta muraria e palazzi in legno con tetto in ceramica. 
Nell'anno 25 d.C., Luoyang si convertì nella capitale della Dinastia Han orientale. Durante la dinastia degli Han Orientali (25-220 d.C.) la vecchia Wangcheng fu rifondata col nome di Luoyi o Luoyang. A quei tempi l'imperatore Guag Wu attivò i lavori di ampliamento della cinta muraria e della ristrutturazione del palazzo reale Nan Gong. Sulla riva destra del fiume Luo invece è stato rinvenuto un centro di strutture rituali, costruito a partire dal 59 a.C. A poca distanza dal centro di strutture rituali si notano i resti dell'Accademia Imperiale, impreziosita da classici Confuciani.
La dinastia Wei e anche la dinastia Jìn si stabilirono in Luoyang. Per vari secoli fu il centro di gravità della Cina, ciononostante, la fine della dinastia Jin portò alla distruzione della città. Nell'anno 68 d.C. vi fu costruito il primo tempio buddista della Cina, il monastero del cavallo bianco, il quale è ancora esistente anche se non rimane quasi nulla degli edifici originali. Il tempio attuale è praticamente una costruzione del XVI secolo.
Sono stati rinvenuti invece i resti della cinta muraria, lunga 13 chilometri e quelli dei palazzi Nan Gong e Bei Gong, quest'ultimo costruito intorno al 65 d.C. dall'Imperatore Ming Di. Nel 493, la dinastia Wei del Nord trasferì la capitale da Datong a Luoyang e iniziò la costruzione delle Grotte di Longmen e la ristrutturazione della città. Più di 30.000 rappresentazioni del Buddha della epoca di questa dinastia si trovano in queste grotte.

## Economia
Luoyang è una città industriale con settori quali la meccanica, i materiali da costruzione, la petrolchimica, la metallurgia e il tessile leggero. Tra le imprese note ci sono la Prima fabbrica di trattori, il Vetro flottato di Luoyang (Borsa di Hong Kong: 1108), la Dayang Motor, lo scambiatore programmabile HJD04, il filato di cotone di Baima e i materiali in rame di Mudan.

## Cultura

### Musei
- Museo Luoyang.
- Museo d'arte antica di Luoyang
- Museo Luoyang di Tombe antiche: è l'unico museo di questo tipo in Cina.

### Monumenti e luoghi d'interesse

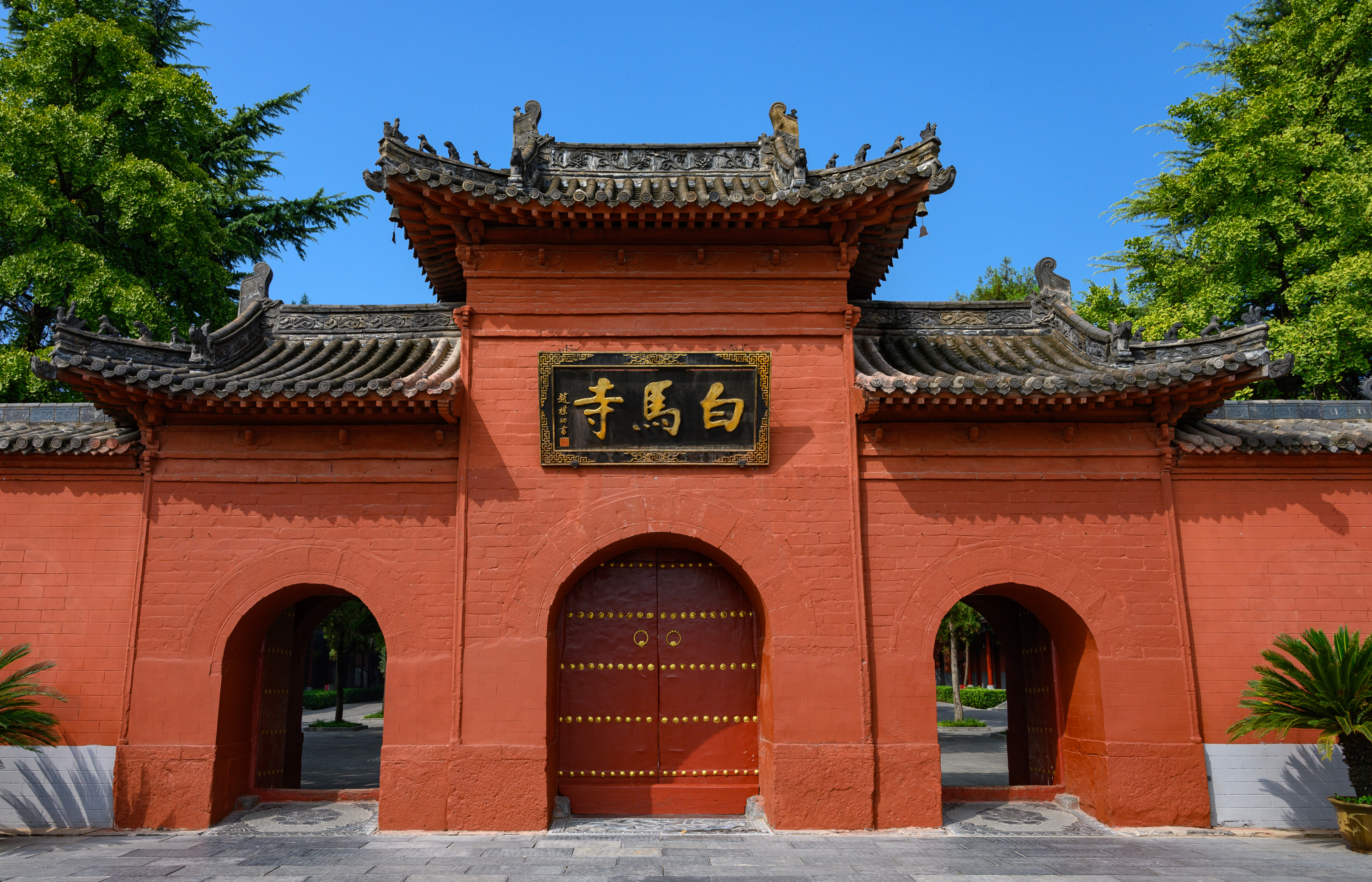
Tempio del cavallo bianco

- Grotte di Longmen: sono state istituite patrimonio dell'umanità dal novembre del 2000.
- Tempio del cavallo bianco: secondo la tradizione, il primo tempio buddhista della Cina. Si trova a 12 chilometri a est dalla città moderna.
- Guanlin: un insieme di templi costruiti in onore dell'eroe del periodo dei tre Regni, Guan Yu.

## Geografia antropica

### Suddivisioni amministrative
- Distretto di Xigong
- Distretto di Laocheng
- Distretto hui di Chanhe
- Distretto di Jianxi
- Distretto di Jili
- Distretto di Luolong
- Yanshi
- Contea di Mengjin
- Contea di Xin'an
- Contea di Luanchuan
- Contea di Song
- Contea di Ruyang
- Contea di Yiyang
- Contea di Luoning
- Contea di Yichuan

## Infrastrutture e trasporti

### Trasporto aereo
- Aeroporto di Luoyang-Beijiao

### Trasporti urbani
- metropolitana di Luoyang

## Amministrazione

### Gemellaggi
- Okayama, dal 1981
- Tours, dal 1981
- Buyeo, dal 1996
- La Crosse
- Plovdiv